# K Steinmann
K Steinmann (fl. XX secolo) è stato un calciatore austriaco.

## Statistiche

### Cronologia presenze e reti in nazionale
| Cronologia completa delle presenze e delle reti in nazionale ― Austria | Cronologia completa delle presenze e delle reti in nazionale ― Austria | Cronologia completa delle presenze e delle reti in nazionale ― Austria | Cronologia completa delle presenze e delle reti in nazionale ― Austria | Cronologia completa delle presenze e delle reti in nazionale ― Austria | Cronologia completa delle presenze e delle reti in nazionale ― Austria | Cronologia completa delle presenze e delle reti in nazionale ― Austria | Cronologia completa delle presenze e delle reti in nazionale ― Austria |
| Data                                                                   | Città                                                                  | In casa                                                                | Risultato                                                              | Ospiti                                                                 | Competizione                                                           | Reti                                                                   | Note                                                                   |
| ---------------------------------------------------------------------- | ---------------------------------------------------------------------- | ---------------------------------------------------------------------- | ---------------------------------------------------------------------- | ---------------------------------------------------------------------- | ---------------------------------------------------------------------- | ---------------------------------------------------------------------- | ---------------------------------------------------------------------- |
| 11-10-1903                                                             | Vienna                                                                 | Austria                                                                | 4 – 2                                                                  | Ungheria                                                               | Amichevole                                                             | -2                                                                     |                                                                        |
| Totale                                                                 |                                                                        | Presenze                                                               | 1                                                                      |                                                                        | Reti                                                                   | -2                                                                     |                                                                        |